# I (莫文蔚專輯)
《i》是香港歌手莫文蔚的第九張個人專輯，為她加盟新東家新力音樂后發行的首張專輯，於2002年4月18日發行。香港特別版加送一張EP，包括2首粵語新歌。同年6月，唱片公司再推出《i+Live視聽加值版限定盤》，附送台北【i】演唱會Live30分鐘精華版VCD。次年，莫文蔚憑此專輯首度獲得台灣金曲獎最佳國語女演唱人獎；專輯點題歌曲《愛》也於該屆獲得最佳作詞人及最佳作曲人兩項大獎。

## 曲目列表
| 曲序 | 曲目                |               | 作曲             | 编曲          | 製作人        | 备注                            |
| ---- | ------------------- | ------------- | ---------------- | ------------- | ------------- | ------------------------------- |
| 1.   | I Will Be Fine      | 李焯雄        | 陳信安           | 王治平        | 王治平        | 電影《夕陽天使》主題曲          |
| 2.   | 單人房雙人床        | 李焯雄        | 鄭華娟           | 李偲菘 陳科妤 | 李偲菘        | 7-11 旅遊電視廣告賞花篇主題曲   |
| 3.   | 愛                  | 李焯雄        | 陳曉娟           | Terence Teo   | 李偲菘        |                                 |
| 4.   | 那可不一定          | 李焯雄        | 王力宏           | 王繼康        | 王力宏        |                                 |
| 5.   | 女朋友的男朋友      | 林夕          | 薛忠銘           | 呂紹淳        | 薛忠銘        |                                 |
| 6.   | 原罪                | 管啟源        | 黃韻仁           | 呂紹淳        | 王治平/薛忠銘 |                                 |
| 7.   | 你給我多少時間      | 周耀輝 李焯雄 | 馬怡靜           | 陳飛午        | 薛忠銘        | 電影《夕陽天使》主題曲          |
| 8.   | Alive! (我的自由式) | 李焯雄        | Norihiko Machida | 鍾成虎        | 劉天健        | OT:secret base ～你給我的東西～ |
| 9.   | 左岸, 右轉          | 李焯雄        | 薛忠銘           | 王豫民        | 薛忠銘        |                                 |
| 10.  | 如果你是李白        | 林夕          | 馬怡靜           | 王治平        | 王治平        |                                 |
| 11.  | Close To You        | Hal David     | Burt Bacharach   | 呂紹淳        | 薛忠銘        | 電影《夕陽天使》主題曲          |

| 香港版Bonus Disc | 香港版Bonus Disc                     | 香港版Bonus Disc | 香港版Bonus Disc | 香港版Bonus Disc | 香港版Bonus Disc |
| 曲序             | 曲目                                 |                  | 作曲             | 编曲             | 製作人           |
| ---------------- | ------------------------------------ | ---------------- | ---------------- | ---------------- | ---------------- |
| 1.               | I Will Be Fine（粵語版）             | 周耀輝           | 陳信安           | 王治平           | 王治平           |
| 2.               | 誰是我的（「你給我多少時間」粵語版） | 周耀輝           | 馬怡靜           | 陳飛午           | 薛忠銘           |

| 慶功版Bonus VCD | 慶功版Bonus VCD             |
| 曲序            | 曲目                        |
| --------------- | --------------------------- |
| 1.              | I Will Be Fine（live）      |
| 2.              | 如果你是李白（live）        |
| 3.              | 單人房雙人床（live）        |
| 4.              | 你給我多少時間（live）      |
| 5.              | Alive! (我的自由式)（live） |
| 6.              | 愛（live）                  |

## 音樂錄像
| 曲目次序 | 歌名                 | 上傳日期      | 平台    | 連結                       |
| -------- | -------------------- | ------------- | ------- | -------------------------- |
| 01       | I Will Be Fine       | 2009年10月3日 | Youtube | 連結（页面存档备份，存于） |
| 02       | 單人房雙人床         | 2009年10月3日 | Youtube | 連結（页面存档备份，存于） |
| 03       | 愛                   | 2009年10月3日 | Youtube | 連結（页面存档备份，存于） |
| 04       | 那可不一定           | 2009年10月3日 | Youtube | 連結（页面存档备份，存于） |
| 05       | 女朋友的男朋友       | 2009年10月3日 | Youtube | 連結（页面存档备份，存于） |
| 06       | 你給我多少時間       | 2009年10月3日 | Youtube | 連結（页面存档备份，存于） |
| 07       | Alive!（我的自由式） | 2009年10月3日 | Youtube | 連結（页面存档备份，存于） |
| 08       | 左岸右轉             | 2009年10月3日 | Youtube | 連結（页面存档备份，存于） |
| 09       | 如果你是李白         | 2009年10月3日 | Youtube | 連結（页面存档备份，存于） |
| 10       | Close to you         | 2009年10月3日 | Youtube | 連結（页面存档备份，存于） |

## 所獲獎項
| - 第14屆金曲獎（獲獎）： - 最佳作曲人獎 - 陳曉娟 / 愛 - 最佳作詞人獎 - 李焯雄 / 愛 - 最佳國語女歌手獎 - 中國報（馬來西亞）- 2002年心水之選十大中文專輯 - 第3屆華語音樂傳媒大獎： - 十大華語唱片（提名） - 愛： - 2002年勁歌金曲第二季季選 - 最受歡迎國語歌曲獎 - 第二十五屆十大中文金曲得獎名單 - 優秀國語歌曲銅獎 - 2002年度新城勁爆頒獎禮得獎名單：新城勁爆國語歌曲 - 2002年度新城國語力頒獎禮得獎名單：新城國語力歌曲 - 第9屆全球華語音樂榜中榜 - 港臺最受歡迎十首歌曲 - 音樂風雲榜十年盛典：十年港臺十大金曲 - 第一屆東南勁爆音樂榜 - 港台勁爆十大金曲 - 臺灣Hit FM電台： Hit Fm年度百首單曲（第50位） - 單人房雙人床： - 第3屆華語音樂傳媒大獎 - 十大華語歌曲 - 2002年度TVB8金曲榜頒獎典禮得獎名單 - 金曲獎 - 腾讯音乐浪潮榜 - 2001～2010年100最佳华语专辑（第46位） - 2003年度音樂風雲榜頒獎盛典： - 年度最佳女歌手 (港台)（提名） - 年度最佳錄影帶 - 《愛》（提名） - 港台年度十大金曲 - 《愛》（獲獎） - 中國歌曲Top排行榜： - 港台最受欢迎年度唱片（提名） - 港台十大金曲 - 《單人房雙人床》（獲獎） |

## 其他翻唱版本
愛：
- 香港歌手容祖兒，收錄於：2002年專輯《容祖兒903 id Club 拉闊音樂會 Live CD》
- 馬來西亞歌手巫啟賢，收錄於：2009年專輯《 好經典》
- 香港歌手何韻詩，2010年個人演唱會《無名‧詩 台灣巡迴最終場 @ Legacy》
- 中國歌手華晨宇，2014年個人演唱會《華晨宇火星演唱會》
- 台灣歌手林志炫，收錄於：2010年現場專輯《One take》
- 中國歌手周笔畅，2015年個人音樂會

單人房雙人床：中國歌手王菲，2011年個人演唱會

## 資料來源
1. ↑  . ent.163.com.   [2018-04-18]. （原始内容存档于2018-04-18）.
2. ↑  . 娱乐_腾讯网.   [2018-04-18]. （原始内容存档于2018-04-18） （中文（中国大陆））.